# Palazzo Doria-Centurione
Il palazzo Doria-Centurione, anche detto palazzo Branca Doria, è un edificio storico italiano, sito fra vico Falamonica 1 e vico Doria 13, nel centro storico di Genova. È uno dei Palazzi dei Rolli che furono designati, al tempo della Repubblica di Genova, a ospitare gli ospiti di alto rango durante le visite di stato per conto del governo genovese.
Dal 1947 è sottoposto a vincolo di tutela da parte della soprintendenza.

## Storia e descrizione
Appartenuto a Branca Doria, personaggio collocato da Dante Alighieri nel penultimo canto dell'Inferno, il palazzo è presente una sola volta nei rolli, a nome di Gio. Batta e Gio. Stefano Doria (rollo 1599).
Ritenuto il più antico tra i palazzi prospicienti la piazza San Matteo, collocato accanto alla chiesa gentilizia dei Doria, nel XV secolo fu ampliato con più unità medievali. A questo intervento risale il tamponamento del portico e la creazione dell'accesso su vico Doria.
All'interno si introduce un cortile, del tardo Quattrocento genovese, dove la scala è disposta su due lati del loggiato con un'altissima colonna anellata che favorisce l'accordo tra scale e porticato. Passato ai marchesi Centurione e infine alla curia arcivescovile genovese, con la parziale ricostruzione dopo la seconda guerra mondiale sono state restaurate le facciate su piazza San Matteo, mettendo in luce il portico romanico con pilastri ottagonali e archi a doppia ghiera.
In seguito fu destinato a uffici e abitazioni.

## Galleria d'immagini

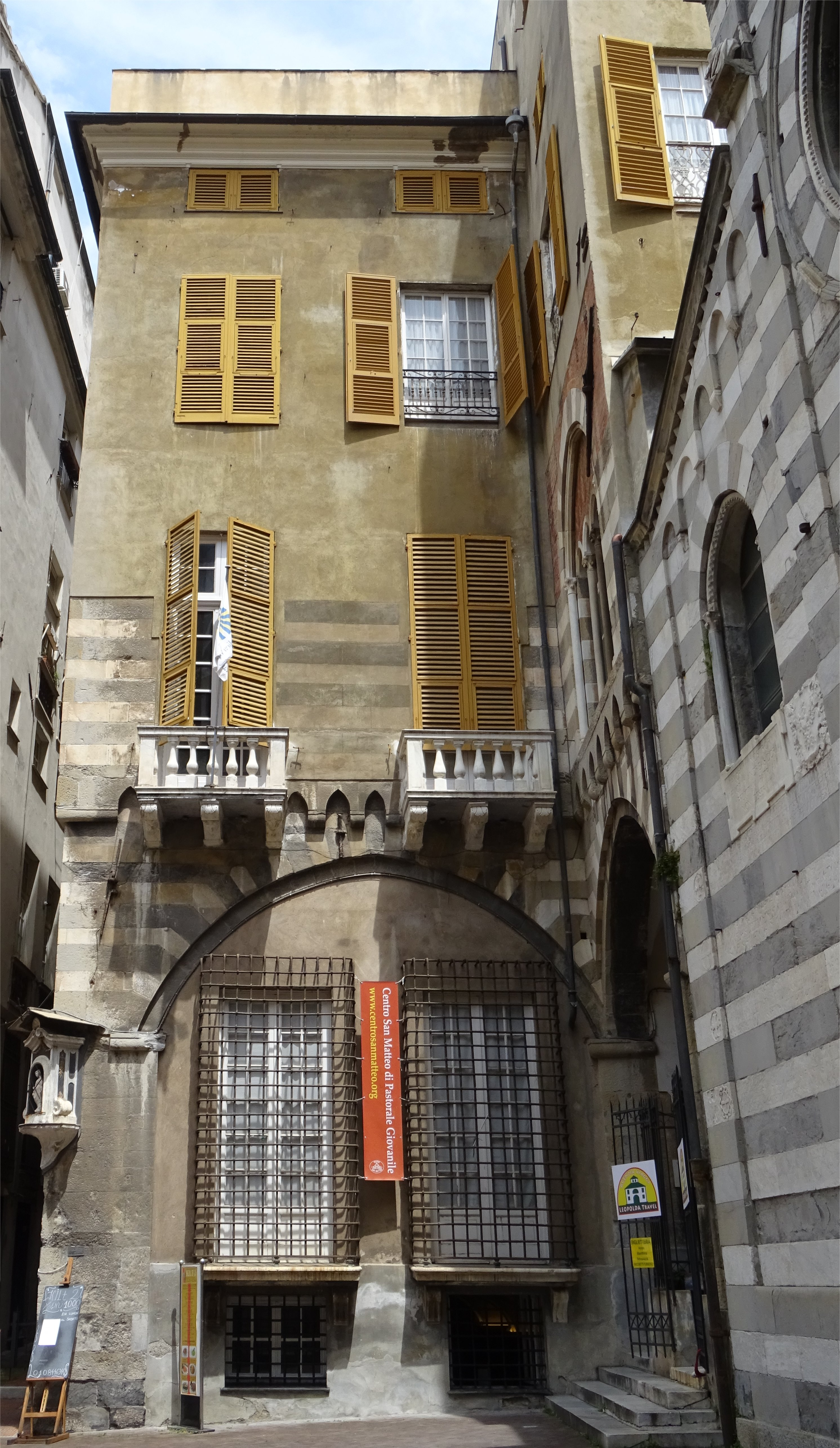
La facciata su piazza San Matteo
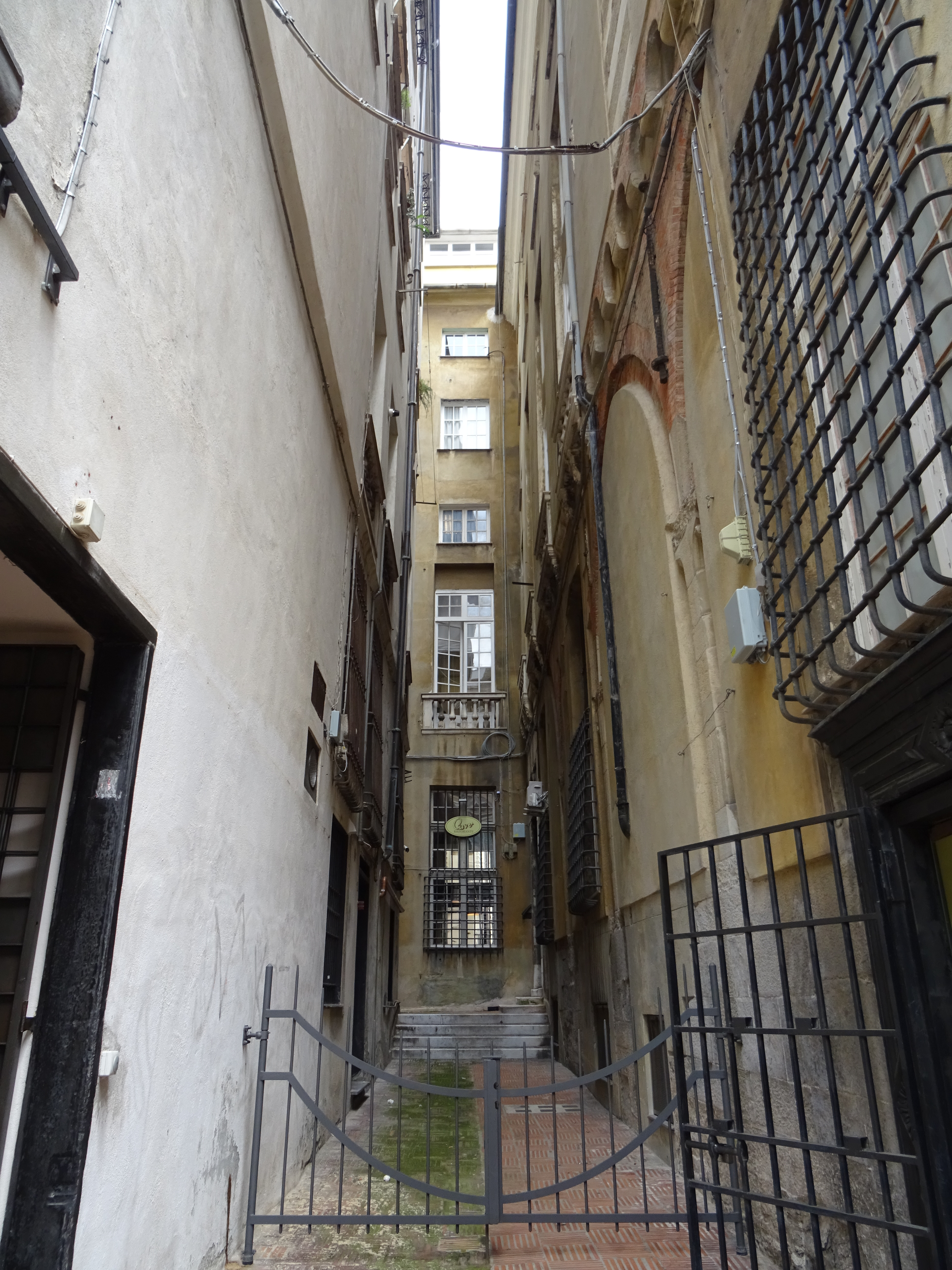
La facciata laterale su vico Doria
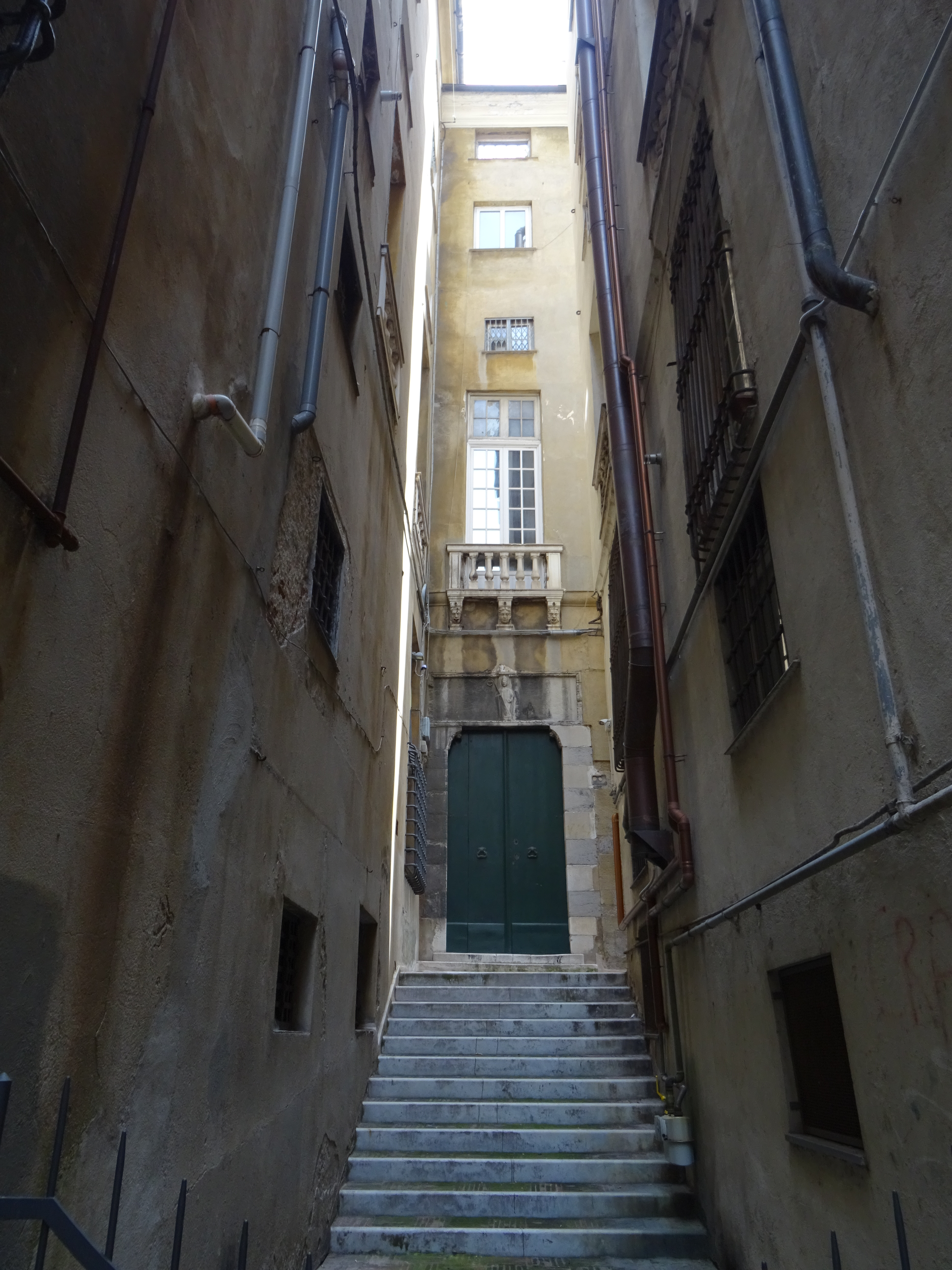
L'ingresso di vico Doria 1
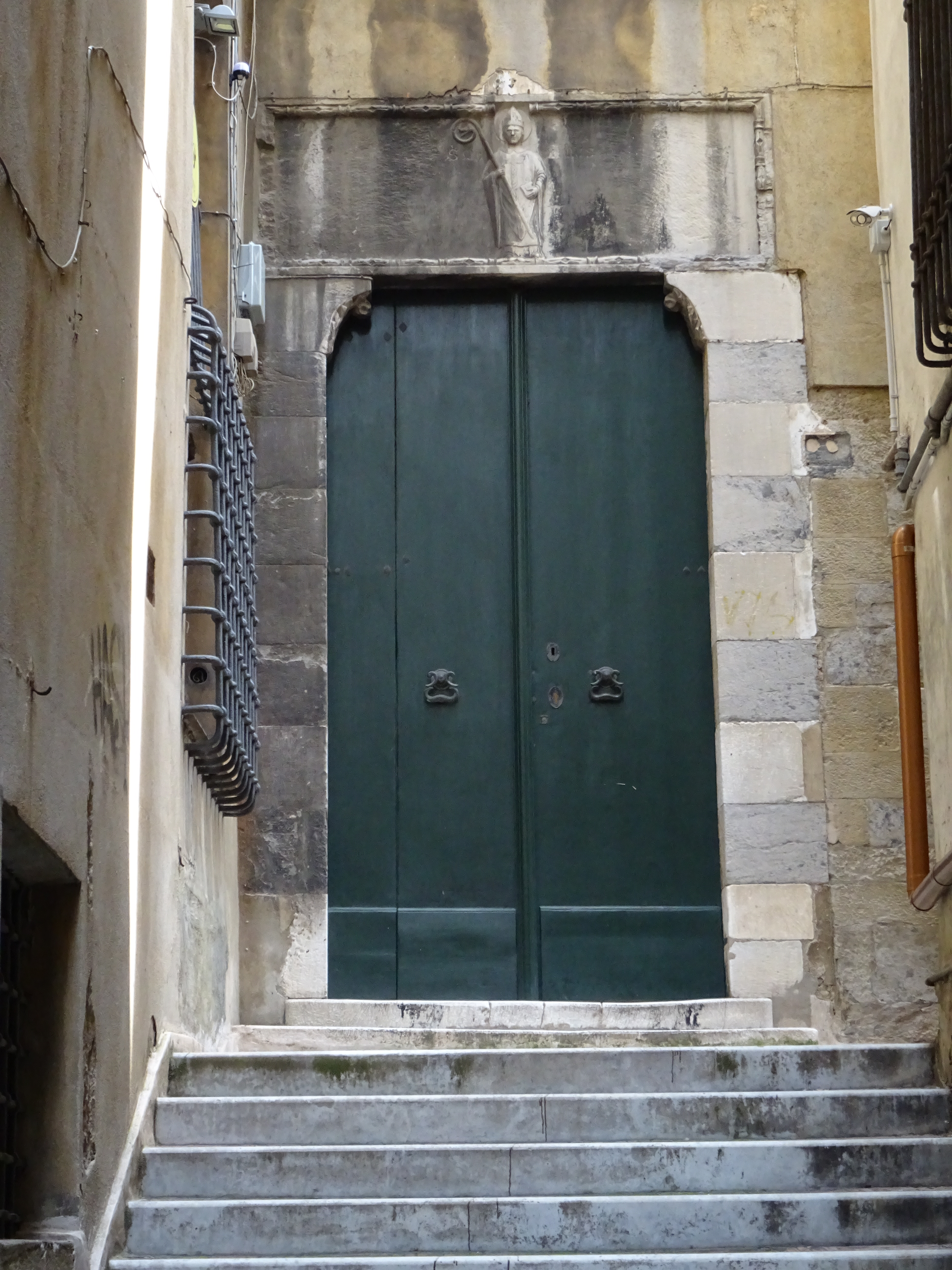
Il portone decorato in marmo
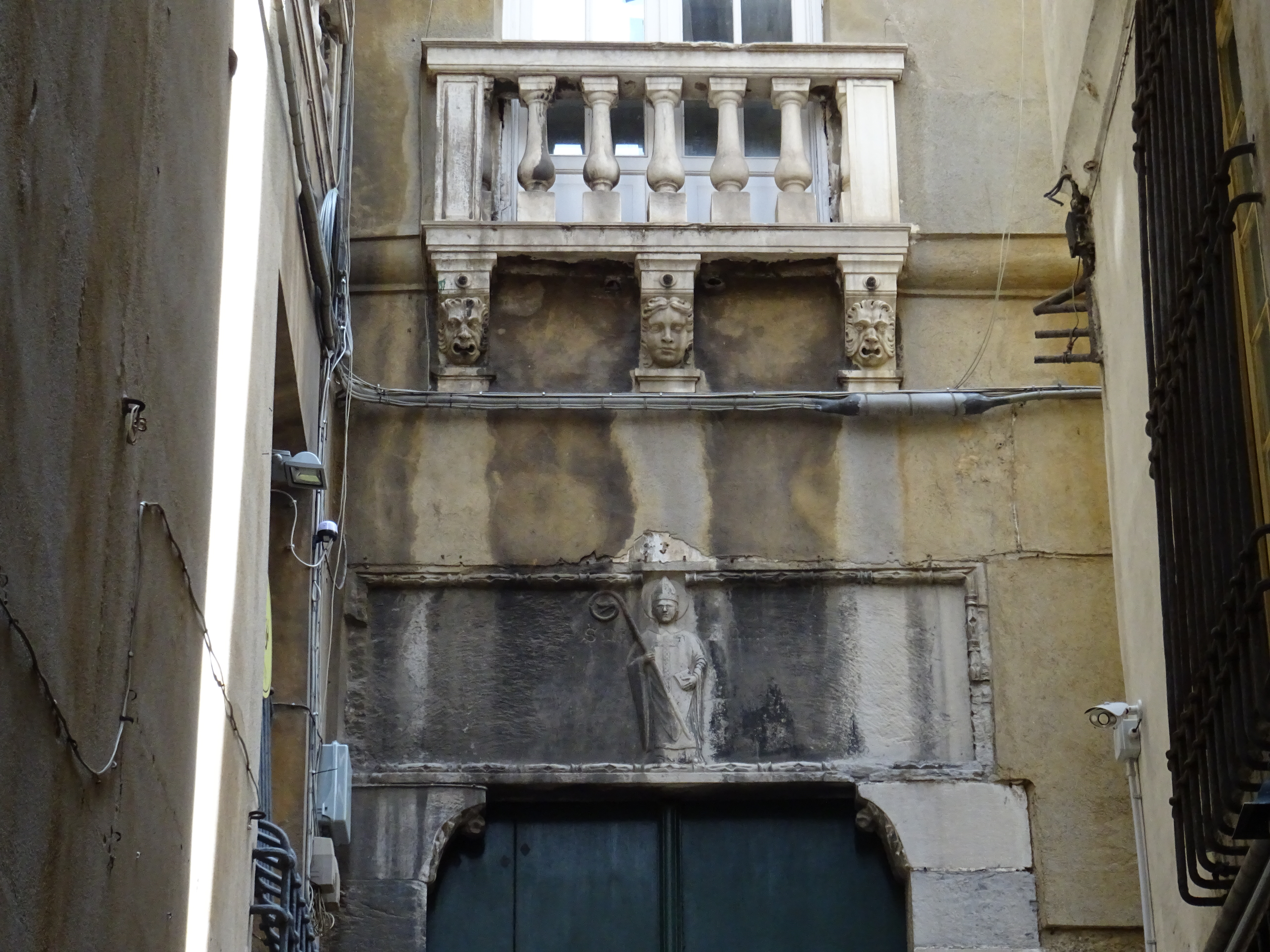
Il sopraporta marmoreo
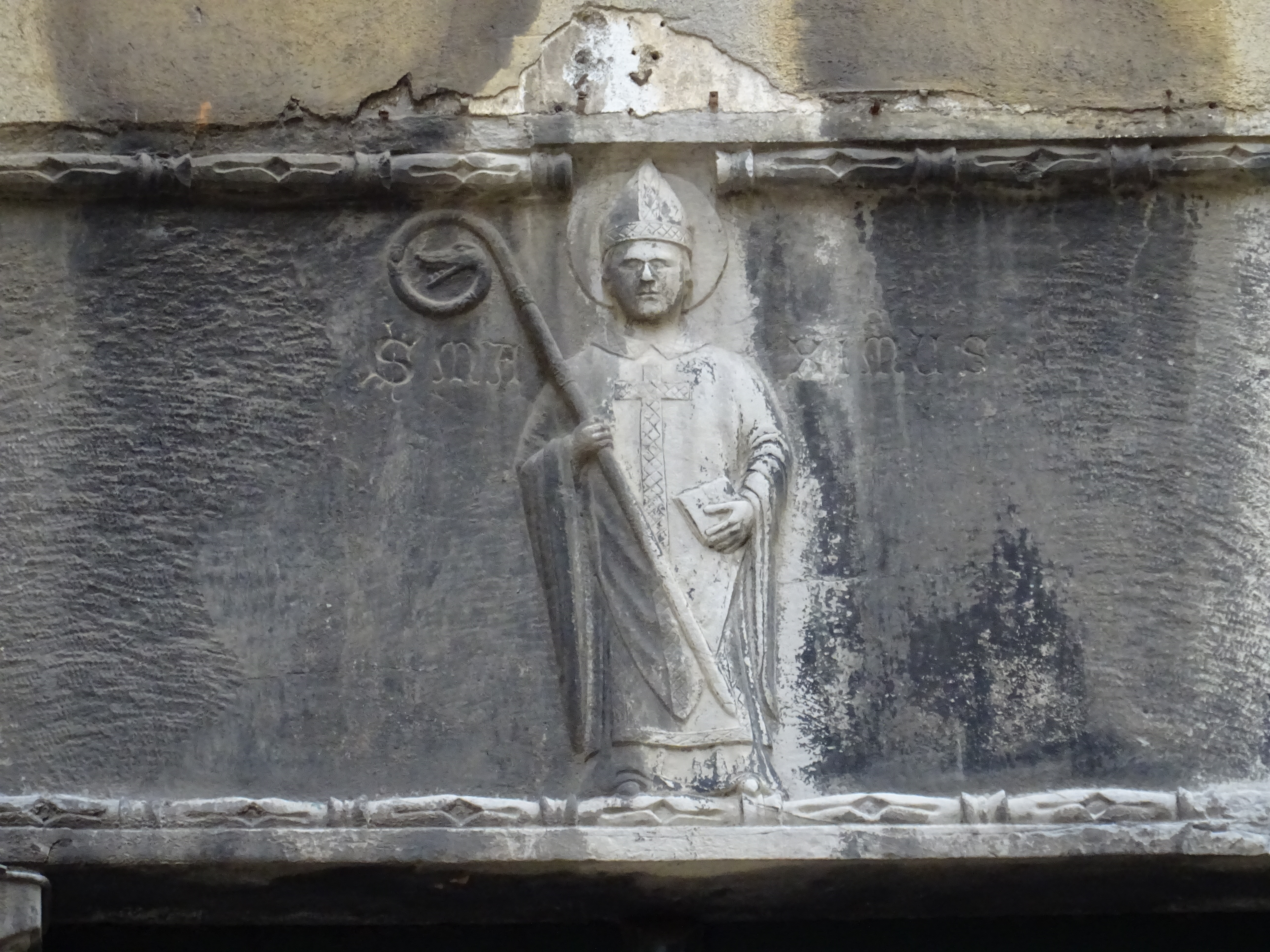
Dettaglio del sopraporta
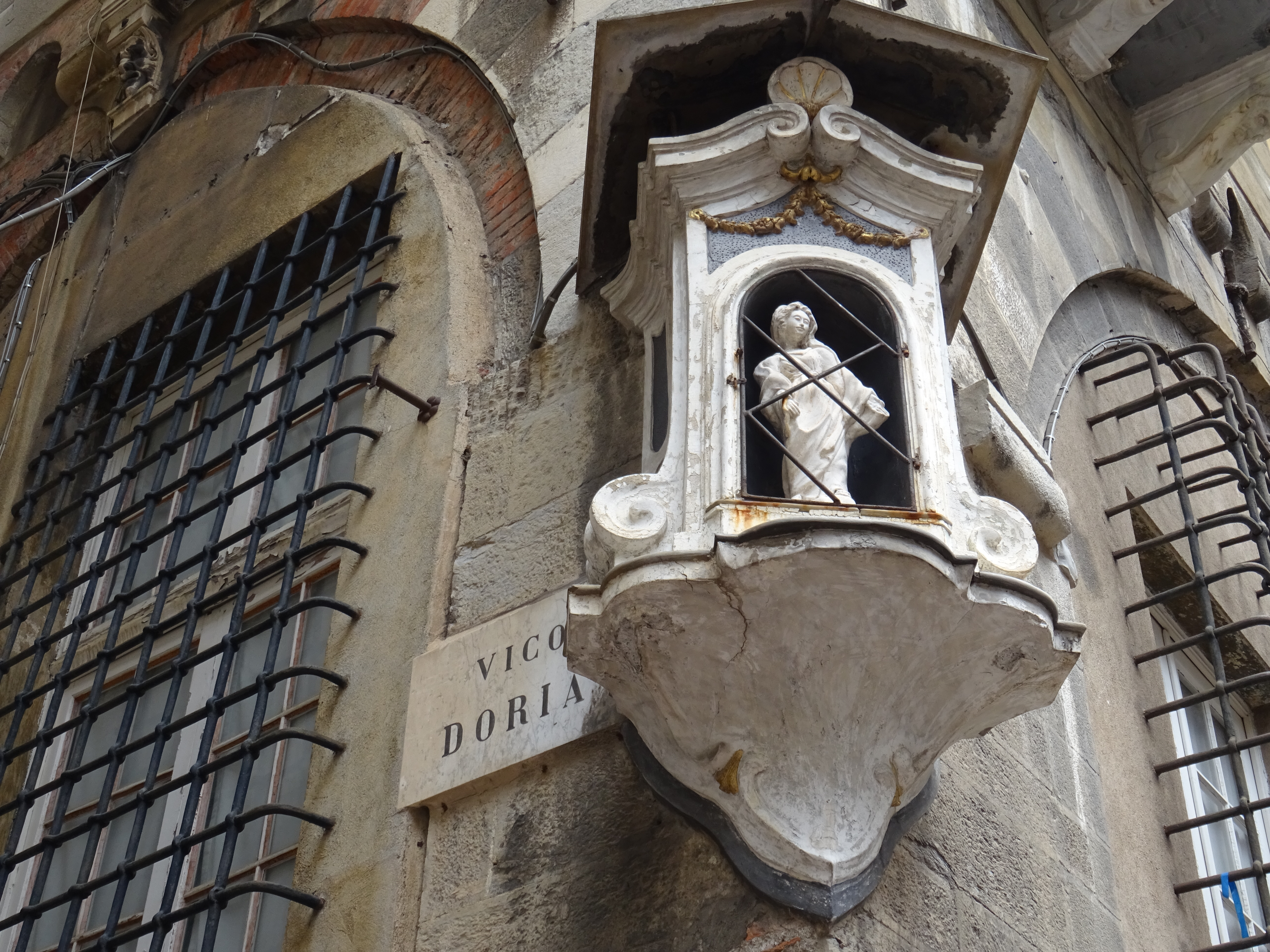
Piccola edicola su piazza San Matteo